# ITF Bath
Das ITF Bath (offiziell: Aegon GB Pro-Series Bath) war ein Tennisturnier des ITF Women’s Circuit, das in Bath ausgetragen wurde.

## Siegerliste

### Einzel
| Jahr                             | Siegerin               | Finalgegnerin          | Ergebnis          |
| -------------------------------- | ---------------------- | ---------------------- | ----------------- |
| ↓ Kategorie: $10.000 ↓           |                        |                        |                   |
| 2000                             | Susi Bensch            | Jane O’Donoghu         | 6:4, 6:75, 6:2    |
| 2001                             | Ekaterina Sysieva      | Anna Floris            | 6:4, 6:0          |
| 2002                             | Anne Keothavong        | Hannah Collin          | 6:0, 7:65         |
| 2003                             | nicht ausgetragen      | nicht ausgetragen      | nicht ausgetragen |
| 2004                             | nicht ausgetragen      | nicht ausgetragen      | nicht ausgetragen |
| 2005                             | Anne Keothavong        | Claire Peterzan        | 6:1, 6:1          |
| 2005                             | Melanie South          | Anne Keothavong        | 6:4, 4:6, 6:4     |
| 2006                             | Urszula Radwańska      | Valerie Tetreault      | 7:66, 6:2         |
| 2006                             | Amanda Keen            | Nicole Thijssen        | 6:0, 6:3          |
| 2007                             | Pauline Wong           | Julia Bone             | 6:3, 6:0          |
| 2007                             | Claire Feuerstein      | Kateřina Vaňková       | 6:3, 6:3          |
| 2008                             | Sarah Borwell          | Stephanie Vongsouthi   | 6:4, 7:65         |
| 2009                             | Stephanie Vongsouthi   | Verdiana Verardi       | 6:2, 6:4          |
| 2010                             | Katarzyna Piter        | Lenka Juríková         | 6:2, 7:65         |
| ↓ Kategorie: $10.000 & $25.000 ↓ |                        |                        |                   |
| 2011                             | Marta Sirotkina        | Giulia Gatto-Monticone | kampflos          |
| 2011                             | Stefanie Vögele        | Marta Domachowska      | 6:73, 7:5, 6:2    |
| 2012                             | Tereza Smitková        | Katarzyna Piter        | 4:6, 6:2, 6:1     |
| 2012                             | Kiki Bertens           | Annika Beck            | 6:4, 3:6, 6:3     |
| ↓ Kategorie: $15.000 ↓           |                        |                        |                   |
| 2013                             | Stephanie Vogt         | An-Sophie Mestach      | 7:63, 6:3         |
| ↓ Kategorie: $25.000 ↓           |                        |                        |                   |
| 2014                             | Stephanie Vogt         | Alberta Brianti        | 6:3, 7:63         |
| 2015                             | Ana Bogdan             | Ana Vrljić             | 6:3, 4:6, 6:1     |
| 2016 bis 2021                    | nicht ausgetragen      | nicht ausgetragen      | nicht ausgetragen |
| 2022                             | Caijsa Wilda Hennemann | Eliz Maloney           | 6:1, 7:5          |

### Doppel
| Jahr                             | Siegerinnen                                | Finalgegnerinnen                            | Ergebnis          |
| -------------------------------- | ------------------------------------------ | ------------------------------------------- | ----------------- |
| ↓ Kategorie: $10.000 ↓           |                                            |                                             |                   |
| 2000                             | Mareze Joubert Nicole Sewell               | Jenny Belobrajdic Ayami Takase              | 6:2, 6:2          |
| 2001                             | Natalja Jegorowa Ekaterina Sysoeva         | Susi Bensch Anna Floris                     | 7:64, 7:64        |
| 2002                             | Sarah Stone Samantha Stosur                | Asimina Kaplani Maria Pavlidou              | 6:4, 6:1          |
| 2003                             | nicht ausgetragen                          | nicht ausgetragen                           | nicht ausgetragen |
| 2004                             | nicht ausgetragen                          | nicht ausgetragen                           | nicht ausgetragen |
| 2005                             | Surina De Beer Melanie South               | Jekaterina Koschokina Trudi Musgrave        | 6:2, 7:5          |
| 2005                             | Anna Hawkins Rebecca Llewellyn             | Vanessa Pinto Verdiana Verardi              | 3:6, 6:1, 6:4     |
| 2006                             | Martina Babáková Urszula Radwańska         | Marie-Perrine Baudouin Karla Mraz           | 6:3, 6:1          |
| 2006                             | Lindsay Cox Anna Hawkins                   | Melissa Berry Anna Smith                    | 6:3, 6:2          |
| 2007                             | Laura Haberkorn Pauline Wong               | Anna Hawkins Elizabeth Thomas               | 6:1, 3:6, 6:1     |
| 2007                             | Martina Babáková Kateřina Vaňková          | Rebecca Fong Susanna Lingman                | 6:4, 6:4          |
| 2008                             | Martina Babáková Iveta Gerlová             | Sarah Borwell Olivia Scarfi                 | 6:1, 5:7, [10:1]  |
| 2009                             | Stefania Boffa Anna Fitzpatrick            | Veronika Chvojková Kateřina Vaňková         | 6:1, 6:1          |
| 2010                             | Malou Ejdesgaard Katarzyna Piter           | Jade Curtis Anna Fitzpatrick                | 6:3, 6:2          |
| ↓ Kategorie: $10.000 & $25.000 ↓ |                                            |                                             |                   |
| 2011                             | Giulia Gatto-Monticone Anastasia Grymalska | Emma Laine Tara Moore                       | 6:4, 2:6, [10:6]  |
| 2011                             | Tímea Babos Anne Kremer                    | Marta Domachowska Katarzyna Piter           | 7:65, 6:2         |
| ↓ Kategorie: $10.000 & $25.000 ↓ |                                            |                                             |                   |
| 2012                             | Samantha Murray Emily Webley-Smith         | Lenka Juríková Katarzyna Piter              | 4:6, 6:4, [10:5]  |
| 2012                             | Tatjana Malek Stephanie Vogt               | Julie Coin Melanie South                    | 6:3, 3:6, [10:3]  |
| ↓ Kategorie: $15.000 ↓           |                                            |                                             |                   |
| 2013                             | Nicola Geuer Lisa Whybourn                 | Viktorija Golubic Julia Kimmelmann          | 6:3, 6:4          |
| ↓ Kategorie: $25.000 ↓           |                                            |                                             |                   |
| 2014                             | Lesley Kerkhove Xenia Knoll                | Barbara Bonić Pemra Özgen                   | 6:3, 6:1          |
| 2015                             | Sarah Beth Askew Olivia Nicholls           | Freya Christie Lisa Whybourn                | 1:6, 6:4, [10:2]  |
| 2016 bis 2021                    | nicht ausgetragen                          | nicht ausgetragen                           | nicht ausgetragen |
| 2022                             | Caijsa Wilda Hennemann Elena Malõgina      | Arina Gabriela Vasilescu Emily Webley-Smith | 6:4, 6:3          |

## Quelle
- ITF Homepage